# سباق طواف فرنسا 1992
سباق طواف فرنسا 1992 من سلسلة سباقات سباق طواف فرنسا. أقيم هذا السباق في تاريخ 4 يوليو - 26 يوليو، 1992 على 21+Prologue مراحل. بعد مرور 100 ساعة و49 دقيقة و30 ثانية وبعد طي 3975 كم بمتوسط 39.504 كم في الساعة فاز بالميدالية الذهبية ميغيل إندوراين من إسبانيا، فيما حصد كلاوديو تشيابوتشي من إيطاليا الميدالية الفضية، وكانت الميدالية البرونزية من نصيب جياني باغنو من إيطاليا.

## الميداليات
| ذهب                      | فضة                         | برونز                 |
| ميغيل إندوراين - إسبانيا | كلاوديو تشيابوتشي - إيطاليا | جياني باغنو - إيطاليا |